# Nadia
Nadia je žensko osebno ime.

## Izvor imena
Ime Nadia je različica ženskega osebnega imena Nada.

## Različice imena
Nadja, Nada, Nadiona, Nadine 

## Tujejezikovne različice imena
- pri Angležih: Nadia
- pri Francozih: Nadine
- pri Čehih: Naděžda
- pri Madžarih: Nádja
- pri Poljakih: Nadzieja
- pri Švedih: Nadja
- pri Rusih: Nadežda, Nadja

## Pogostost imena
Po podatkih Statističnega urada Republike Slovenije je bilo na dan 31. decembra 2007 v Sloveniji število ženskih oseb z imenom Nadia: 56.

## Osebni praznik
Osebe z imenom Nadia lahko godujejo takrat kot osebe z imenom Nada.

## Zanimivost
Nadia je slovansko ime, ki predstavlja boginjo upanja.